# Görel Thurdin
Görel Maria Thurdin (ur. 26 maja 1942 w Svedvi w gminie Hallstahammar) – szwedzka polityk, posłanka do Riksdagu, w latach 1991–1994 minister.

## Życiorys
Studiowała m.in. politologię, a także ekonomię na Uniwersytecie w Umeå. Pracowała w branży podatkowej. Została działaczką Partii Centrum. Między 1987 a 1998 sprawowała mandat deputowanej do Riksdagu. W latach 1991–1994 była ministrem bez teki w resorcie środowiska. W 1994 przez kilka miesięcy kierowała tym ministerstwem w rządzie Carla Bildta. Od 1994 do 1998 pełniła funkcję wiceprzewodniczącej szwedzkiego parlamentu. W 2007 stanęła na czele krajowego komitetu ds. UNESCO na trzyletnią kadencję.